# Artmedia
Artmedia fue uno de los primeros proyectos científicos sobre la relación entre arte, tecnología, filosofía y estética. Fundada en 1985 en la Universidad de Salerno. Durante más de dos décadas, hasta 2009, decenas de proyectos, estudios, exposiciones y congresos sobre nuevas tecnologías convirtieron a Artmedia en un referente para muchos estudiosos y artistas de renombre internacional, y contribuyeron al creciente interés cultural por la estética de Los medios de comunicación, la estética de las redes y sus implicaciones éticas y antropológicas .

## Comienzos y eventos internacionales
Desde finales de la década de 1970, su fundador Mario Costa dirigió un Seminario permanente de Estética de los Medios y la Comunicación en la Universidad de Salerno. Los principios básicos de la estética de la comunicación tecnológica fueron identificados y conceptualizados en 1983. Una conferencia sobre "Imaginario tecnológico", celebrada en 1984 en el Museo del Sannio de Benevento, abordó el tema de la nueva relación entre arte y tecnología y la consiguiente necesidad de revalorizar la estética, advirtiendo que "toda nuestra existencia futura se jugará en la encrucijada entre la tecnología y el imaginario". La relación integral entre arte y tecnociencia, tecnología y filosofía también ha sido el tema teórico de las diez conferencias internacionales "Artmedia" que se celebraron en Salerno y París entre 1985 y 2008. Particularmente relevantes fueron las conferencias celebradas en París entre 2002 y 2008, que tuvo lugar en la Ecole Normale Supérieure, la Bibliotheque Nationale de France (BNF) y el Institut National d'Histoire de l 'Art (INHA), con la colaboración de la Société Française d'Esthétique, la Université du Québec à Montréal, la Universidad de Toronto, la Universidade de São Paulo, la Université de Paris 1 Sorbonne y la revista estadounidense Leonardo.[5]. Una conferencia sobre "Imaginario tecnológico", celebrada en 1984 en el Museo del Sannio de Benevento, abordó el tema de la nueva relación entre arte y tecnología y la consiguiente necesidad de revalorizar la estética, advirtiendo que "toda nuestra existencia futura se jugará en la encrucijada entre la tecnología y el imaginario".

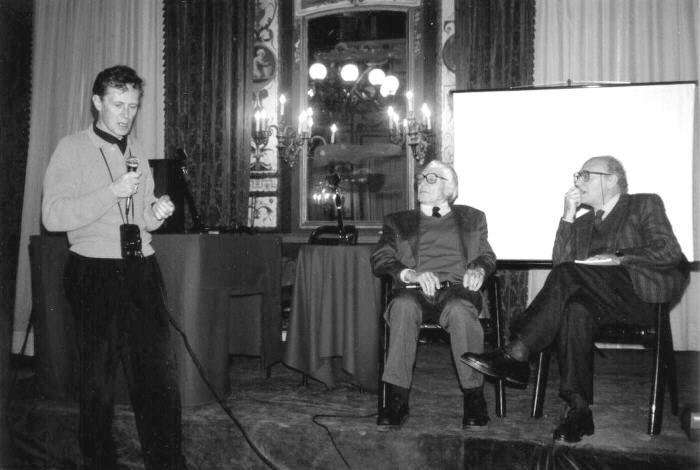
Derrick de Kerckhove, René Berger y Mario Costa, Artmedia IV (1992)

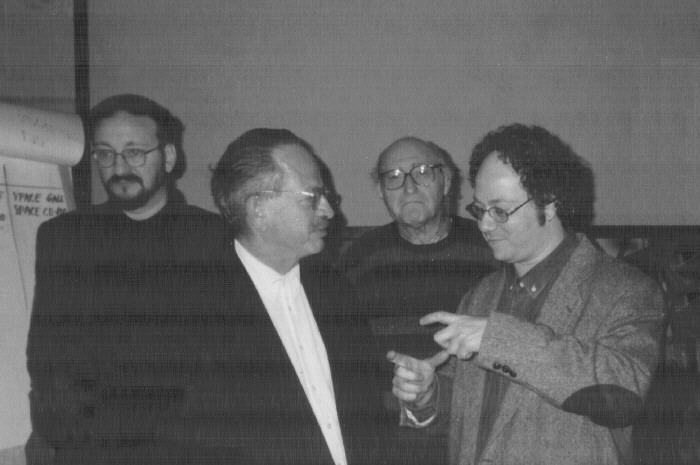
Maurizio Bolognini, Richard Kriesche, Mario Costa y Eduardo Kac, Artmedia VII (1999)

## Claves
- Música electrónica
- Fotografía fotoquímica versus fotografía digital
- estética de la radio
- Poesía electroacústica
- Escritura electrónica y poesía.
- Videoarte
- Arte generativo y arte software
- arte de la computadora
- Estética de las redes
- arte neto
- Estética de lo virtual
- Telerrobótica e interactividad remota
- Estética del flujo (tecnológico) versus estética de la forma